# 손맛토크쇼 베테랑
《손맛토크쇼 베테랑》은 2016년 9월 12일부터 2016년 11월 20일까지 SBS Plus에서 방송된 미식 토크쇼 프로그램이다.

## 출연자
- 김구라
- 김국진
- 윤정수
- 양세형
- 임수향
- 이지혜

## 시간대
- 2016년 9월 12일 ~ 2016년 10월 10일 : 월요일 밤 11시 ~
- 2016년 10월 23일 ~ 2016년 11월 20일 : 일요일 밤 9시 ~